# Box-office France 1954
Cet article traite du box-office de 1954 en France.

## Les films de plus de deux millions d'entrées
| Classement | Titre                            | Pays               | Réalisateur          | Box-office France |
| ---------- | -------------------------------- | ------------------ | -------------------- | ----------------- |
| 1.         | Si Versailles m'était conté...   |                    | Sacha Guitry         | 6 986 788 entrées |
| 2.         | Tant qu'il y aura des hommes     |                    | Fred Zinnemann       | 6 398 054 entrées |
| 3.         | Papa, maman, la bonne et moi     |                    | Jean-Paul Le Chanois | 5 374 131 entrées |
| 4.         | Touchez pas au grisbi            |                    | Jacques Becker       | 4 713 585 entrées |
| 5.         | Le Rouge et le Noir              | Claude Autant-Lara | 4 343 528 entrées    |                   |
| 6.         | Les femmes s'en balancent        |                    | Bernard Borderie     | 4 314 160 entrées |
| 7.         | Vacances romaines                |                    | William Wyler        | 4 222 289 entrées |
| 8.         | Votre dévoué Blake               |                    | Jean Laviron         | 4 204 437 entrées |
| 9.         | Le Mouton à cinq pattes          | Henri Verneuil     | 4 136 843 entrées    |                   |
| 10.        | Ali Baba et les Quarante Voleurs | Jacques Becker     | 4 117 641 entrées    |                   |
| 11.        | Cadet Rousselle                  | André Hunebelle    | 3 995 795 entrées    |                   |
| 12.        | Pain, Amour et Fantaisie         |                    | Luigi Comencini      | 3 865 980 entrées |
| 13.        | Mam’zelle Nitouche               |                    | Yves Allégret        | 3 829 398 entrées |
| 14.        | Le Grand Jeu                     | Robert Siodmak     | 3 806 147 entrées    |                   |
| 15.        | L'Ennemi public numéro un        | Henri Verneuil     | 3 754 112 entrées    |                   |
| 16.        | Le Désert vivant                 |                    | James Algar          | 3 633 584 entrées |
| 17.        | Le Défroqué                      |                    | Léo Joannon          | 3 554 879 entrées |
| 18.        | Obsession                        | Jean Delannoy      | 3 363 811 entrées    |                   |
| 19.        | Ulysse                           |                    | Mario Camerini       | 3 290 958 entrées |
| 20.        | Les Chevaliers de la Table ronde |                    | Richard Thorpe       | 3 055 342 entrées |
| 21.        | Sur le banc                      |                    | Robert Vernay        | 3 008 744 entrées |
| 22.        | Poisson d'avril                  | Gilles Grangier    | 2 888 610 entrées    |                   |
| 23.        | Le Blé en herbe                  | Claude Autant-Lara | 2 849 371 entrées    |                   |
| 24.        | Les Gladiateurs                  |                    | Delmer Daves         | 2 806 195 entrées |
| 25.        | Mogambo                          | John Ford          | 2 776 615 entrées    |                   |
| 26.        | Les Bérets rouges                |                    | Terence Young        | 2 756 681 entrées |
| 27.        | Avant le déluge                  |                    | André Cayatte        | 2 646 097 entrées |
| 28.        | Ah ! les belles bacchantes       |                    | Jean Loubignac       | 2 629 305 entrées |
| 29.        | La Reine Margot                  | Jean Dréville      | 2 600 759 entrées    |                   |
| 30.        | Rivière sans retour              |                    | Otto Preminger       | 2 524 144 entrées |
| 31.        | L'Aventurier de Séville          |                    | Ladislas Vajda       | 2 478 427 entrées |
| 32.        | Le Vicomte de Bragelonne         |                    | Fernando Cerchio     | 2 399 675 entrées |
| 33.        | Les Lettres de mon moulin        |                    | Marcel Pagnol        | 2 399 645 entrées |
| 34.        | Capitaine King                   |                    | Henry King           | 2 381 943 entrées |
| 35.        | Madame du Barry                  |                    | Christian-Jaque      | 2 378 009 entrées |
| 36.        | Escalier de service              |                    | Carlo Rim            | 2 351 428 entrées |
| 37.        | Le Jardin du diable              |                    | Henry Hathaway       | 2 319 617 entrées |
| 38.        | Prince Vaillant                  | 2 307 436 entrées  | Henry Hathaway       |                   |
| 39.        | La Piste des éléphants           | William Dieterle   | 2 295 733 entrées    |                   |
| 40.        | Raspoutine                       |                    | Georges Combret      | 2 216 785 entrées |
| 41.        | Ouragan sur le Caine             |                    | Edward Dmytryk       | 2 169 758 entrées |
| 42.        | L'Air de Paris                   |                    | Marcel Carné         | 2 074 167 entrées |
| 43.        | Monsieur Ripois                  |                    | René Clément         | 2 005 349 entrées |